# Liolaemus smaug
Espèce
Statut de conservation UICN

 LC  : Préoccupation mineure
Liolaemus smaug est une espèce de sauriens de la famille des Liolaemidae.

## Répartition
Cette espèce est endémique de la province de Mendoza en Argentine. Elle est présente entre 1 400 et 1 700 m d'altitude.

## Étymologie
Cette espèce est nommée en l'honneur de Smaug.

## Publication originale
- Abdala, Quinteros, Scrocchi & Stazzonelli, 2010 : Three new species of the Liolaemus elongatus group (Iguania: Liolaemidae) from Argentina. Cuadernos de herpetología, vol. 24, no 2, p. 93-109 (texte intégral).